# Acheuléen

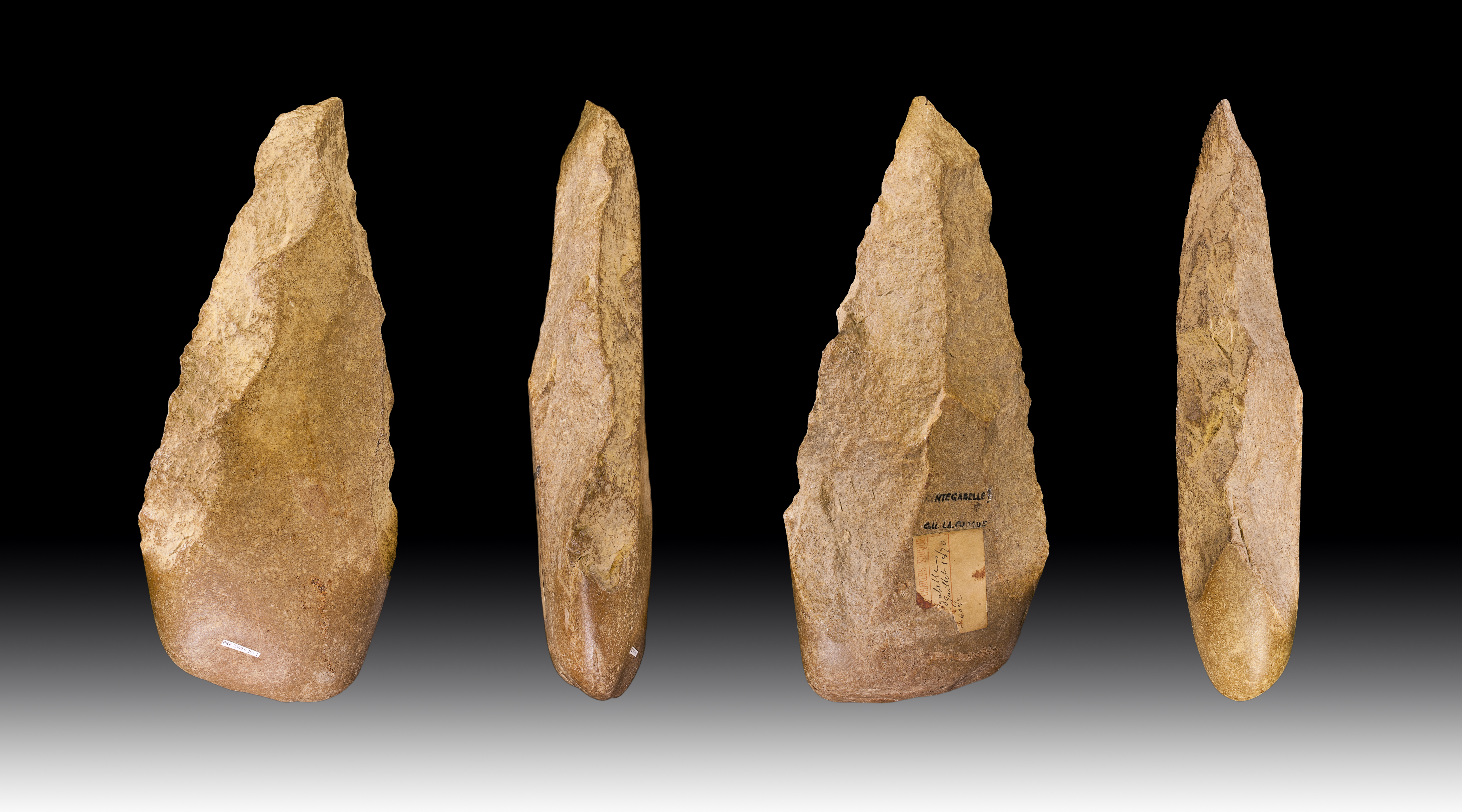
Pazourek acheulské kultury

Acheuléen je technologický komplex starého až středního paleolitu rozšířený ve velké části tehdy obydleného světa. Nálezy pocházejí z Afriky (začal zde před 1,8 miliony lety), později se rozšířil i do Asie a Evropy.
Tyto technologie využívaly druhy Homo erectus, Homo heidelbergensis a Homo sapiens.
Typická industrie zahrnuje především pěstní klíny, ale i sekáče, polyedry (sféroidy), drasadla a zoubkové nástroje. Na konci acheuléenu se rozšířila levalloiská technika.

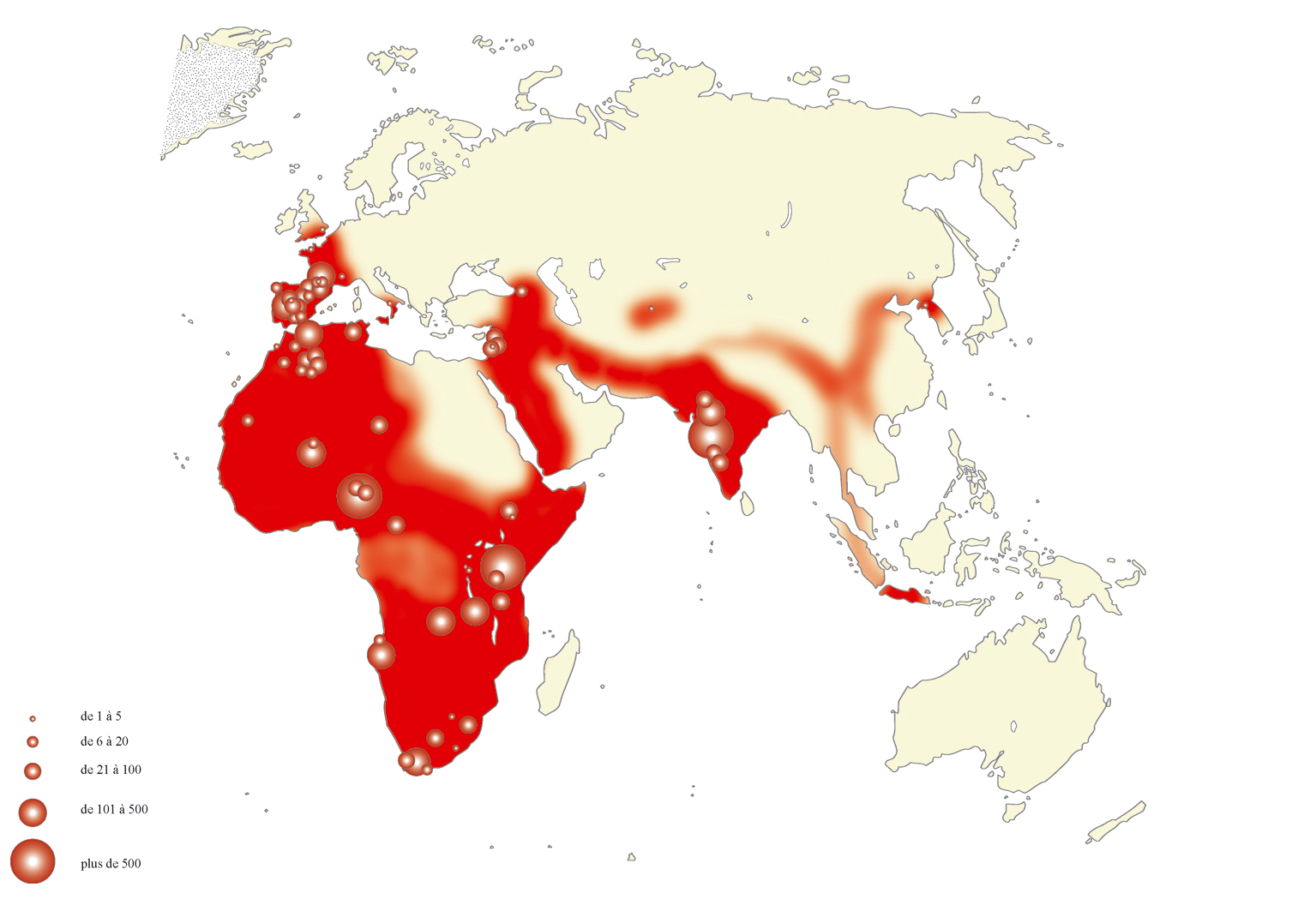
Rozšíření Acheuléeu

Poslední acheulská industrie je stará asi 100 000 let. Název pochází ze jména čtvrti Saint-Acheul, 3 km jihovýchodně od centra severofrancouzského města Amiens.

## Rozšíření
V nejstarším období, do 700 000 let před současností je užívání technik acheuléenu potvrzeno pouze v Africe a na Blízkém východě. Později se začal v souvislosti s migrací druhů Homo erectus a Homo heidelbergensis šířit do západní Evropy (stáří 0,6 až 0,5 milionu let), západní a jižní Asie – vymezení viz tzv. Moviusova linie. Do střední Evropy se acheuléen rozšířil před 300 000 lety.

## Dělení ve Francii
Ve Francii bývá Acheuléen dělen na:
- starší acheuléen (také abbevillien)
- střední acheuléen
- mladší acheuléen
- pozdní acheuléen (epiacheuléen)

Na území Česka jsou nejvýznamnějšími lokalitami s acheulskou industrií Písečný vrch u Bečova a Přezletice.